# Cầu Bình Đường
Cầu Bình Đường (tiếng Trung: 平塘大桥, Bình Đường đại kiều) là một cầu dây văng nằm tại tỉnh Quý Châu, Trung Quốc, bắc qua thung lũng sông Tào Độ (曹渡河, Tào Độ Hà), nối giữa phía Bắc, miền núi với phía Nam của tỉnh. Đây là một phần của tuyến đường cao tốc Bình Đường - La Điện ở miền tâу nam Trung Quốc. Cây cầu này dài 2.135 mét, cao 190 mét và phần tháp cao nhất cao 332 mét, tương đương với một Tòa nhà chọc trời cao 110 tầng. Nó có 6 làn xe và tốc độ tối đa là 80 km/h. Đây chính là cây cầu dây văng có phần tháp bê tông cao nhất thế giới.

## Lịch sử
Trước đây, khi chưa có cầu, việc lưu thông giữa hai nơi vẫn còn rất khó khăn. Sau đó, người dân ở đây đã cùng nhua quyết tâm đóng góp để xây dựng một cây cầu. Từ cách này, việc di chuyển giữa hai bên hẻm núi sẽ rút ngắn thời gian từ 2 tiếng rưỡi xuống còn 1 tiếng. Về phần thiết kế, họ đã thiết kế phần tháp cầu giống như chiếc váy hoa của dân tộc H'Mông. Việc xây dựng cây cầu dây văng này bắt đầu vào tháng 4 năm 2016 và chính quyền tỉnh cho biết chi phí xây dựng lên tới 1,2 tỷ nhân dân tệ, tương đương 170 triệu USD. Sau vài năm xây dựng, cây cầu này đã được khánh thành và thông xe vào ngày 30 tháng 12 năm 2019. Sau khi đi vào hoạt động, cầu Bình Đường là tuyến đường duy nhất dẫn tới kính viễn vọng vô tuyến lớn nhất thế giới - FAST ở tỉnh Quý Châu.

## Kỷ lục
Hiện nay, cây cầu Bình Đường đang giữ kỷ lục là: Cầu dây văng có phần tháp cao nhất thế giới; cây cầu cao thứ 2 thế giới; lọt Top 20 cây cầu cạn cao nhất thế giới...